# Comalcalco
|  | Per a altres significats, vegeu «Comalcalco (zona arqueològica)». |

Comalcalco és un municipi de l'estat de Tabasco. La localitat de Comalcalco és el cap de municipi i principal centre de població d'aquesta municipalitat. Aquest municipi és a la part sud de l'estat de Tabasco. Limita al nord amb Paraíso, al sud amb Cárdenas, a l'oest amb Cunduacán i a l'est amb Frontera.